# Catocala magdalena
Catocala magdalena är en fjärilsart som beskrevs av John Kern Strecker 1874. Catocala magdalena ingår i släktet Catocala och familjen nattflyn. Inga underarter finns listade i Catalogue of Life.